# Lyndon Ferns
Lyndon Ferns (Polokwane, 24 settembre 1983) è un nuotatore sudafricano.
Ha vinto la medaglia d'oro ai Giochi olimpici di Atene 2004 nella staffetta 4x100 m stile libero.

## Palmarès
- Olimpiadi

Atene 2004: oro nella 4x100m sl.
- Giochi PanPacifici

Irvine 2010: bronzo nella 4x100m sl.
- Giochi del Commonwealth

Manchester 2002: argento nella 4x100m sl.
Melbourne 2006: oro nella 4x100m sl.